# بن فوچر
بن فوچر (انگلیسی: Ben Futcher؛ زادهٔ ۴ ژوئن ۱۹۸۱) بازیکن فوتبال اهل بریتانیا است.
از باشگاه‌هایی که در آن بازی کرده‌است می‌توان به باشگاه فوتبال پیتربورو یونایتد، باشگاه فوتبال منزفیلد تاون، باشگاه فوتبال دونکستر راورز، باشگاه فوتبال اولدهام اتلتیک، باشگاه فوتبال مکلسفیلد تاون، باشگاه فوتبال بری، باشگاه فوتبال هالیفاکس تاون، باشگاه فوتبال لینکولن سیتی، باشگاه فوتبال آکسفورد یونایتد، باشگاه فوتبال استالی‌بریج سلتیک، باشگاه فوتبال گریمزبی تاون، باشگاه فوتبال تلفورد یونایتد، و باشگاه فوتبال بوستون یونایتد اشاره کرد.